# Nick E. Tarabay
Nick Emad Tarabay (Beirut, 28 agosto 1975) è un attore libanese naturalizzato statunitense.

## Biografia
Tarabay è nel cast principale della serie Starz Spartacus - Sangue e sabbia interpretando Ashur, un ex gladiatore che è stato ferito e ora è impiegato come spia e braccio destro del lanista Batiato. Appare anche nella miniserie prequel Spartacus - Gli dei dell'arena e nella seconda stagione Spartacus - La vendetta. Nel 2013 è apparso come un ufficiale di pattuglia Klingon nel film di J. J. Abrams Into Darkness - Star Trek.
Tarabay ha interpretato Dexter Gamble nella settima stagione della serie di USA Network Burn Notice - Duro a morire. Nel 2014 si è unito al cast della serie CW Arrow impersonando il supercriminale Digger Harkness/Capitan Boomerang. Tarabay è nel cast secondario della quarta stagione di Person of Interest nel ruolo di Devon Grice, un agente segreto dell'ISA. Nel 2017 è nel cast della seconda stagione della serie The Expanse. Nell'ottobre 2020 è stato scelto come il cattivo Eclipso per la seconda stagione di Stargirl. Nel 2025 ritorna a vestire i panni di Ashur nella miniserie midquel di Spartacus,  Spartacus: House of Ashur.

## Filmografia

### Attore

#### Cinema
- Into Darkness - Star Trek (Star Trek into Darkness), regia di J. J. Abrams (2013)
- Death Valley, regia di T.J. Scott (2015)
- The Veil - La rivincita di un guerriero (The Veil), regia di Brent Ryan Green (2017)
- Pacific Rim - La rivolta (Pacific Rim: Uprising), regia di Steven S. DeKnight (2018)

#### Televisione
- Sex and the City – serie TV, episodio 3x01 (2000)
- I Soprano (The Sopranos) – serie TV, episodi 3x09-3x12-5x12 (2001-2004)
- CSI: Miami – serie TV, episodio 5x18 (2007)
- The Unit – serie TV, episodi 3x01-3x08 (2007)
- Moonlight – serie TV, episodio 1x10 (2007)
- Crash – serie TV, 11 episodi (2008-2009)
- Senza traccia (Without a Trace) – serie TV, episodio 7x17 (2009)
- NCIS - Unità anticrimine (NCIS) – serie TV, episodio 6x23 (2009)
- Spartacus – serie TV, 21 episodi (2010-2012)
- Spartacus - Gli dei dell'arena (Spartacus: Gods of the Arena) – miniserie TV, 6 episodi (2011)
- Detroit 1-8-7 – serie TV, episodio 1x16 (2011)
- Common Law – serie TV, episodio 1x09 (2012)
- Burn Notice - Duro a morire (Burn Notice) – serie TV, episodi 7x01-7x02 (2013)
- Major Crimes – serie TV, episodio 2x10 (2013)
- Person of Interest – serie TV, episodi 4x07-4x12-4x22 (2014-2015)
- Believe – serie TV, 5 episodi (2014)
- Arrow – serie TV, episodi 3x07-3x08-5x23 (2014-2017)
- Longmire – serie TV, episodi 4x06-4x08-4x09 (2015)
- Castle – serie TV, episodio 8x11 (2016)
- The Expanse – serie TV, 15 episodi (2017-2018)
- Taken – serie TV, episodio 2x15 (2018)
- Motherland: Fort Salem – serie TV, episodi 1x03-1x04-1x07 (2020)
- Stargirl – serie TV, 11 episodi (2021)

### Doppiatore
- Anthem – videogioco (2019)
- Call of Duty: Modern Warfare – videogioco (2019)
- The Dark Pictures: House of Ashes - videogioco (2021)

## Doppiatori italiani
Nelle versioni in italiano delle opere in cui ha recitato, Nick Tarabay è stato doppiato da:
- Alessandro Rigotti in Spartacus, Spartacus - Gli dei dell'arena
- Fabio Boccanera in Crash
- Gianfranco Miranda in CSI: Miami
- Riccardo Scarafoni in NCIS - Unità anticrimine
- Massimiliano Plinio in Major Crimes
- Massimo Rossi in Arrow
- Alessio Cigliano in Burn Notice - Duro a morire
- Alessandro Budroni in Person of Interest
- Emiliano Reggente in Castle
- Fabrizio Picconi in The Expanse
- Massimo Bitossi in Pacific Rim - La rivolta
- Andrea Ward in Motherland: Fort Salem

Da doppiatore è sostituito da:
- Luca Ghignone in Anthem, Call of Duty: Modern Warfare
- Claudio Moneta in The Dark Pictures: House of Ashes